# Telemarketing
A telemarketing a szokásos, szűkebb értelemben telefonon történő reklámcélú direkt megkeresés.
Tágabb értelemben telefonon keresztüli marketing tevékenység, ami lehet adatbázis építés-frissítés, marketingkutatás, direktmarketing kommunikáció vagy akár telefonos ügyfélszolgálat.
Szűkebben a professzionális call centerek egyik szolgáltatását értik alatta.

## A hívás iránya szerint
A telemarketing, ha az ügyfél hívásán alapul, "in-bound" (bejövő), ha a cég a kezdeményező, akkor "out-bound" (kimenő) jellegű. Ez utóbbi esetleg a hívott fél negatív attitűdjét válthatja ki, korábban erőszakosan vagy felkészületlenül végzett telemarketinges kampányok következtében.

## Előnyei
A tágabb értelemben vett telemarketing előnyei:
- interaktív
- push-pull kommunikációra egyaránt alkalmas
- azonnal mérhető direktmarketing megoldás
- azonnali információgyűjtésre alkalmas
- személyes jellegű (kivéve az automatizált kampányokat)
- a telefonos lefedettség miatt nagy hatékonyságú
- a telefontarifák miatt költséghatékony

## Hátrányai
A tágabb értelemben vett telemarketing hátrányai:
- nagy a szolgáltatói piac lefedettsége, nehéz a megfelelő kiválasztása
- ha nincs megfelelő termékspecifikusság, nem vezet eredményre
- nagy a fluktuáció(wd) a telemarketinges munkaerőpiacon